# Jaera petiti
Jaera petiti är en kräftdjursart som beskrevs av Schulz 1953. Jaera petiti ingår i släktet Jaera och familjen Janiridae. Inga underarter finns listade i Catalogue of Life.